# Shinsuke Nakamura
Shinsuke Nakamura (Japans: 中邑 真輔, Nakamura Shinsuke) (Mineyama (Kyotango), 24 februari 1980) is een Japans professioneel worstelaar en voormalig MMA-vechter, die sinds 2016 actief is in de World Wrestling Entertainment (WWE). Nakamura won in 2018 de Royal Rumble en veroverde in juli van datzelfde jaar het WWE United States Championship.
Nakamura tekende in 2016 een contract bij de WWE, dat hem overnam van de Japanse promotie New Japan Pro Wrestling (NJPW). Nakamura stond er sinds het prille begin van zijn loopbaan onder contract. Hij worstelde gedurende een jaar voor het opleidingsprogramma NXT en maakte in april 2017 zijn officiële debuut tijdens de liveshow Tuesday Night SmackDown! Live. Nakamura is voorlopig samen met Samoa Joe de enige worstelaar die twee keer het NXT Championship bemachtigde.
Hij begon zijn actieve loopbaan in 2002, maar heeft tevens een verleden uit de mixed martial arts. In deze discipline was Nakamura kort actief bij de Japanse promotie K-1. Als kickbokser won Nakamura drie duels. Hij moest slechts één keer de duimen leggen voor Daniel Gracie. Nakamura stopte in 2004 als kickbokser.

## Jeugdjaren
Nakamura werd geboren in Kyotango, een plaats in de prefectuur Kyoto. Hij komt uit een gemiddeld Japans gezin. Nakamura werd als kind onderworpen aan een zeer gedisciplineerde opvoeding. Hij was naar verluidt erg verlegen en werd vaak gepest op school. Nakamura werd hierop zelfs afgerekend door zijn eigen familie. Volgens hen was hij als kind niet assertief genoeg. Nakamura dacht er als tiener helemaal niet over na om tot een professioneel worstelaar uit te groeien en hij wilde bij voorkeur kunstenaar worden. Hij was tevens een grote fan van anime.
Nakamura speelde lange tijd basketbal met enkele vrienden. Zijn jeugdidool was Jackie Chan, aan wie hij zijn voorliefde voor gevechtssporten te danken heeft. Nakamura was 18 jaar toen hij aanvoerder werd van het amateurworstelteam van zijn school. Hij begon vervolgens hard te trainen, om op deze manier trapsgewijs te verworden tot een geschoolde kickbokser.

## Professioneel worstelcarrière (2002-)

### New Japan Pro Wrestling (NJPW) (2002-2016)
Shinsuke Nakamura werd in zijn jeugdjaren reeds omschreven als een groot talent. Na enkele omzwervingen als amateurworstelaar kwam Nakamura in 2002 terecht bij New Japan Pro Wrestling (NJPW). Hij worstelde er op 29 augustus 2002 zijn eerste officiële wedstrijd. Hij werd in 2003 de jongste IWGP Heavyweight Champion ooit. Nakamura was toen 23 jaar en 9 maanden oud. In 2006 daagde hij Brock Lesnar uit voor het IWGP Heavyweight Championship, het kampioenschap voor zwaargewichten. Hij verloor deze wedstrijd en Lesnar behield de titel. Diezelfde Lesnar zou hem verder onder zijn vleugels nemen. Nakamura werd daarom uitgeleend aan de populaire Amerikaanse worstelpromotie World Wrestling Entertainment (WWE). Lesnar verliet in 2004 zelf de WWE om zich te wagen aan een Japans avontuur. Nakamura zou in de Verenigde Staten extra ervaring opdoen, maar het verhaal draaide uit op een ware sisser. Nakamura diende sneller dan verwacht terug te keren uit de Verenigde Staten omdat Brock Lesnar de NJPW abrupt had verlaten. Lesnar ging aan de slag bij de Ultimate Fighting Championship (UFC) als MMA-vechter.
Bij zijn terugkeer in 2007 slaagde hij er steeds niet in regerend kampioen Hiroshi Tanahashi te vloeren. Het bleek slechts uitstel van executie, want Nakamura zou in 2008 afrekenen met de nieuwe kampioen Kurt Angle en legde dan toch voor de tweede keer beslag op het IWGP Heavyweight Championship. Tijdens een hoogstaand NJPW-toernooi (G1 Climax 2007), waar verschillende bekende NJPW-worstelaars aan deelnamen, ontwrichtte Nakamura zijn schouder. Hij moest terstond het toernooi verlaten na de halve finales. Nakamura stond meer dan tien maanden aan de kant. Hij keerde terug in november 2007 en nam meteen het leiderschap over van de worstelgroep Black New Japan, die voorts bestond uit de jonge Prince Devitt (later bekend als 'Finn Bálor') en Giant Bernard (pseudoniem van Matt Bloom, beter bekend als 'A-Train' en 'Tensai'). Brandon Silvestry (Low Ki), die overkwam van de Amerikaanse promotie Total Nonstop Action Wrestling (TNA), voegde zich later bij de groep.
Tussen 2012 en 2016 was Nakamura meermaals de onbetwiste IWGP Intercontinental Champion. Tijdens het G1 Climax-toernooi van 2012 won Nakamura de titelriem van Hirooki Goto. Hij zou zich in totaal vijf keer kronen tot IWGP Intercontinental Champion. Onderweg legde Nakamura achtereenvolgens worstelaars als Karl Anderson, Shelton Benjamin, Kazushi Sakuraba, Andrade Cien en David Hart Smith (zoon van wijlen Davey Boy Smith) over de knie. Uiteindelijk herwon Hirooki Goto de titel, maar Nakamura gaf zich niet gewonnen en vocht terug. Hij hield begin januari 2016 de minstens even populaire A.J. Styles in bedwang. Nakamura behield zo het IWGP Intercontinental Championship, wat de laatste krachttoer van Nakamura zou blijken binnen de NJPW. Nakamura kondigde enkele uren later aan dat hij op het punt stond de promotie te verlaten. Nakamura werd benaderd door World Wrestling Entertainment (WWE) en ging akkoord met een lucratief aanbod. De federatie bevestigde het nieuws op 12 januari 2016. NJPW stelde de intercontinentale titel van Nakamura bijgevolg vacant. Nakamura betwistte zijn laatste wedstrijd voor NJPW op 30 januari 2016. Hij graaide de overwinning mee in een tag team-wedstrijd. Nakamura versloeg samen met Kazuchika Okada en Tomohiro Ishii het team van Katsuyori Shibatu, Hirooki Goto en Hiroshi Tanahashi. Ring of Honor - de derde grootste worstelpromotie uit de Verenigde Staten - probeerde Nakamura met een ultieme poging te strikken als freelancer. Na lange onderhandelingen wist het Nakamura echter niet over de streep te trekken.

### World Wrestling Entertainment (WWE) (2016-)

#### NXT (2016-2017)
In navolging van zijn goede collega's A.J. Styles en Finn Bálor trok Nakamura in 2016 naar World Wrestling Entertainment (WWE). De promotie stalde hem aanvankelijk in hun opleidingsprogramma NXT, dat in 2011 het voormalige Florida Championship Wrestling (FCW) verving. Dit exclusieve programma binnen WWE had daarvoor al talentvolle worstelaars als Seth Rollins, Dean Ambrose, Alexander Rusev en Adrian Neville voortgebracht. Ook toenmalig WWE World Heavyweight Champion Roman Reigns zette zijn eerste stappen binnen het programma NXT. In tegenstelling tot die laatste was Nakamura al doorgewinterd, en als dusdanig zou het Amerikaanse publiek vrij snel kennismaken met de Japanse worstelaar. Nakamura won het NXT Championship twee keer. Hij speelde beide titelwedstrijden telkens haasje-over met Samoa Joe. Hij won het kampioenschap van Samoa Joe, maar moest het opnieuw afstaan aan hem. Nakamura recupereerde echter zijn titel. Nadien stootte Nakamura door naar Tuesday Night SmackDown! Live, de liveshow op dinsdagavond. Nakamura maakte zijn opwachting op 4 april 2017, toen hij in de ring even redetwistte met ervaren WWE-worstelaars John Cena en Mike "The Miz" Mizanin. Zijn officiële wedstrijddebuut volgde ten slotte op 23 mei 2017, bij Money in the Bank (2017). In de strijd om een contract voor een mogelijk WWE Championship nam Nakamura het daar op tegen A.J. Styles, Baron Corbin, Dolph Ziggler, Sami Zayn en Kevin Owens.

#### Jacht op WWE Championship (2017-)
Nakamura deed in augustus 2017 een gooi naar het WWE Championship van Jinder Mahal. Hij overtrof recordkampioen John Cena en stelde zo een titelkans veilig. Nakamura werd de uitdager van Jinder Mahal bij SummerSlam (2017). Nakamura verloor echter deze titelwedstrijd. Hij raakte nadien verwikkeld in een verhaallijn met Randy Orton, een veteraan in de WWE. De twee worstelden een paar intense wedstrijden, waarvan een voor een hernieuwde titelkans op het WWE Championship van Jinder Mahal. Nakamura verloor van Orton, waardoor het WWE Championship weer even uit beeld verdween. Nakamura beproefde dan maar zijn geluk via Royal Rumble (2018). Hij participeerde als dusdanig in de traditionele Royal Rumble-wedstrijd met 29 andere worstelaars. Nakamura kwam als winnaar uit de bus, nadat hij Roman Reigns als laatste elimineerde. Nakamura kon via deze weg mikken op het WWE Championship van A.J. Styles. Na de Royal Rumble viel hij zowel A.J. Styles als Daniel Bryan aan. A.J. Styles werd vanaf dan zijn voornaamste tegenstander. Hij daagde Styles uit voor een titelwedstrijd op WrestleMania 34 (2018). Daarin bleek Nakamura een maatje te klein. Nakamura faalde nadien keer op keer in zijn opzet, waardoor Styles steeds het WWE Championship wist te behouden. Nakamura blijft vooralsnog met lege handen achter betreffende het belangrijkste kampioenschap van de WWE. Hij slaagde er evenwel in het WWE United States Championship binnen te halen. Op 3 juli 2018 versloeg hij Jeff Hardy.

## Privé
Shinsuke Nakamura is sinds 2007 gehuwd. Hij leerde zijn vrouw kennen op de schoolbanken en ze stapten in het huwelijksbootje toen Nakamura aan de kant stond met een blessure. Het koppel is zelden samen te zien, omdat Nakamura zijn echtgenote wenst af te schermen van de media.